# واردن (كيبك)
وأردن (بالإنجليزية: Warden, Quebec)‏ هي local municipality of Quebec تقع في كندا في La Haute-Yamaska Regional County Municipality. يقدر عدد سكانها بـ 358 نسمة ومساحتها 5.60 كم2 .